# L'Instant de Dieu
L'Instant de Dieu est une chronique d'Auguste de Villiers de L'Isle-Adam qui parut pour la première fois dans Le Succès le 28 mai 1885.

## Résumé
Dans cette chronique dédicacée au pape Léon XIII, Auguste de Villiers de L'Isle-Adam suggère qu'un prêtre assiste aux expériences de vivisection posthume pratiquées sur les têtes des guillotinés, administrant le sacrement de la Pénitence au cas où... Plaisanterie ou préoccupations de l'époque ?

## Texte
L’instant de Dieu (lire sur Wikisource)

## Éditions
- L'Instant de Dieu dans Le Succès, édition du 28 mai 1885.
- L'Instant de Dieu, dans L'Amour suprême, 1886.